# -نگاری
پسوند پارسی -نِگاری یک «زمینهٔ مطالعه» یا مربوط به «نوشتن» را معنا می‌دهد، و از نگاشتن، نگاریدن، نقش آمده و از اوستایی نی- (پایین، به) + پارسی میانی گار (کردن، ساختن) ریشه گرفته و به معنای «نقاشی‌کردن، عکس، و پیکر» بوده‌است.
این هم‌ارز پسوند انگلیسی -graphy به همان معناهاست و انگلیسی آن را از فرانسه -graphie، که خود از لاتین آمده وام گرفته که آن هم خود یک وام مستقیم از یونانی باستان γράφω (gráphō) است به معنای «نقاشی، طراحی، و کشیدن».

## هنرها
- کارتوگرافی
- رقص‌نگاری - هنر آفرینش و تنظیم رقص‌ها یا باله‌ها
- سینماتوگرافی
- کلاگرافی
- آذرنگاری - هنر آرایه‌گری چوب یا دیگر مواد با داج سوختگی.
- آیکونگرافی
- کلکسوگرافی
- سنگ‌نگاری – تکنیک چاپ تخت‌نگاریک
- شیدسنگ‌نگاری -
- روسپی‌نگاری - ورزه، شغل و نتیجه فرآورش تصویرگری یا واژه‌های برانگیزنده جنسی.
- شیدنگاری - هنر، ورزه یا شغل گرفت و چاپ شیدنگارها.
- سریگرافی
- جام‌نگاری - هنر خوانش برگ‌های چای
- گرم‌نگاری - تصویرگری گرمایی
- برش‌نگاری - تصویرگری سه-بعدی
- گونه‌نگاری - هنر و تکنیک‌های طراحی گونه
- دیداره‌نگاری - هنر و تکنیک‌های فیلم‌برداری ویدئو
- ویترئوگرافی
- خشک‌نگاری - به معنای کپی کردن سندها و مدرک‌ها

### نویسش
- دژنگاری – دست‌نویسش یا املای بد
- خوش‌نگاری – هنر دست‌نویسش زیبا
- اردانگاری – مقررات نویسش صحیح
- پارین‌نگاری – مطالعه دست‌نویسش تاریخی
- فرتورنگاری – به کار بردن فرتورنگارها
- پنهان‌نگاری – هنر نویسش پنهان پیام‌ها
- باریک‌نگاری – هنر نویسش در کوتاه‌دست

### دانش
- پرتونگاری - به‌کارگیری ایکس‌پرتوها برای فرآوردن تصویرهای پزشکی
- زمین‌نگاری - به‌کارگیری تصویرها برای به تصویر کشیدن زمین و ناحیه‌هایش.

## گونه‌های کارها
- خودزیست‌نگاری - زیست‌نگاری کسی نوشته شده خودش
- کتاب‌نگاری - لیست نویسش‌هایی که به کار برده شده یا در نظر گرفته شده توسط یک نویسنده در آماده کردن یک کار ویژه
- زیست‌نگاری - حساب زندگی یک شخص
- گرده‌نگاری - لیست رکوردهای صدا
- فیلم‌نگاری - لیستی برگزیده از تیترهای فیلم که سرشتاری همانند را به اشتراک می‌گذارند مانند همان ژانر، همان کارگردان، همان بازیگر و دیگرها.
- لودوگرافی
- وپ‌نگاری - کتاب‌نگاری منتشر شده بر اینترنت، یا لیست همانندی از وب‌سایت‌ها

## زمینه‌های مطالعه
- بهرام‌نگاری - زمین‌نگاری بهرام (ویژگی‌های فیزیکی آن سیاره را مطالعه می‌کند)
- کارتوگرافی
- کیهان‌نگاری - مطالعه و ساخت نقشه‌های گیتی یا کیهان
- نهان‌نگاری - مطالعه امنیت اطلاعات
- بلورنگاری - مطالعه بلورها
- مردم‌نگاری - مطالعه سرشتاریک جمعیت‌های انسانی، مانند اندازه، رویش، چگالی، توزیع و آمار حیاتی
- درسرنگاری - رکورد ولتاژها از مغز
- قوم‌نگاری - مطالعه فرهنگ‌ها
- فلوریوگرافی
- زمین‌نگاری - مطالعهٔ رابطه‌های فضایی بر رویهٔ زمین
- سپنت‌نگاری - مطالعه سپنت‌ها
- هرونگاری - مطالعه و نقشه‌برداری از پروژه‌های تصویرشدهٔ رایانه‌ای خوانده‌شده هرونگاشت برای حساب تعاملی و یاریده.
- تاریخ‌نگاری - مطالعهٔ مطالعهٔ تاریخ
- آب‌نگاری - اندازه‌گیری و شرح هر آب
- اقیانوس‌نگاری - پویش و مطالعهٔ دانشی اقیانوس و پدیده‌هایش
- کوه‌نگاری - دانش و مطالعه کوه‌ها
- بازفرنگاری - بازفرآورش نگاریک‌ها از طریق میانگین‌های مکانیکی یا برقی
- ماه‌نگاری - مطالعه و نقشه‌برداری از ویژگی‌های فیزیکی ماه
- جانگاری - مطالعه شکل و ویژگی‌های رویهٔ زمین یا آن‌های سیاره‌ها، ماه‌ها و سیارک‌ها
- اورانوگرافی